# Herborn (près Idar-Oberstein)
Pour les articles homonymes, voir Herborn (homonymie).
Herborn est une municipalité allemande située dans le land de Rhénanie-Palatinat et l'arrondissement de Birkenfeld.

Situation dans l’arrondissement de Birkenfeld